# Cover Me
Cover Me är en låt av den brittiska gruppen Depeche Mode. Det är den tredje singeln från albumet Spirit och släpptes den 6 oktober 2017. Låten är gruppens femtioandra singel totalt.

## Utgåvor och låtförteckning
CD-singel
1. "Cover Me" (Radio Edit) – 4:01
2. "Cover Me" (Warpaint Steez Remix) – 6:23
3. "Cover Me" (Erol Alkan Black Out Rework) – 8:12
4. "Cover Me" (Texas Gentlemen Remix) – 5:22
5. "Cover Me" (Ellen Allien U.F.O. RMX) – 9:37
6. "Cover Me" (Ben Pearce Remix) – 5:59
7. "Cover Me" (Josh T. Pearson Choose Hellth Remix) – 4:48
8. "So Much Love" (Kalli Remix) – 6:28

## Medverkande
Depeche Mode
- David Gahan – sång
- Martin Gore – gitarr, keyboard, synthesizer, bakgrundssång
- Andrew Fletcher – keyboard, synthesizer, bakgrundssång

Övriga
- James Ford – trummor, pedal steel guitar, mixning, produktion
- Kurt Uenala – programmering
- Matrixxman – programmering